# Kevin Inkelaar
Kevin Inkelaar (8 de julio de 1997) es un ciclista neerlandés, miembro del equipo Unibet Tietema Rockets.

## Palmarés
2018
- 1 etapa del Giro del Valle de Aosta[1]

2019
- 1 etapa del Giro del Valle de Aosta

## Resultados en Grandes Vueltas
| Carrera | Carrera         | 2018 | 2019 | 2020  | 2021 | 2022 | 2023 | 2024 | 2025 |
| ------- | --------------- | ---- | ---- | ----- | ---- | ---- | ---- | ---- | ---- |
|         | Giro de Italia  | —    | —    | —     | —    | —    | —    | —    | —    |
|         | Tour de Francia | —    | —    | —     | —    | —    | —    | —    | —    |
|         | Vuelta a España | —    | —    | 138.º | —    | —    | —    | —    | —    |

—: no participa
Ab.: abandono

## Equipos
- Polartec-Kometa[2]  (2018)
- Roompot-Nederlandse Loterij stagiaire[3] (08.2018-12.2018)
- Groupama-FDJ continental (2019)
- Bahrain[4] (2020-2021)
  - Team Bahrain McLaren (2020)
  - Team Bahrain Victorious (2021)
- Leopard Pro Cycling (2022)
- Unibet (2023-)
  - TDT-Unibet Cycling Team (2023-2024)
  - Unibet Tietema Rockets (2025-)